# Veselí nad Moravou
Veselí nad Moravou (deutsch Wessely an der March, älter auch Wesseli an der March, Wessele, Wesele) ist eine Stadt in Tschechien. Sie liegt 14 Kilometer südlich von Uherské Hradiště in der Mährischen Slowakei und gehört zum Okres Hodonín. Der historische Stadtkern wurde zur städtischen Denkmalszone erklärt.

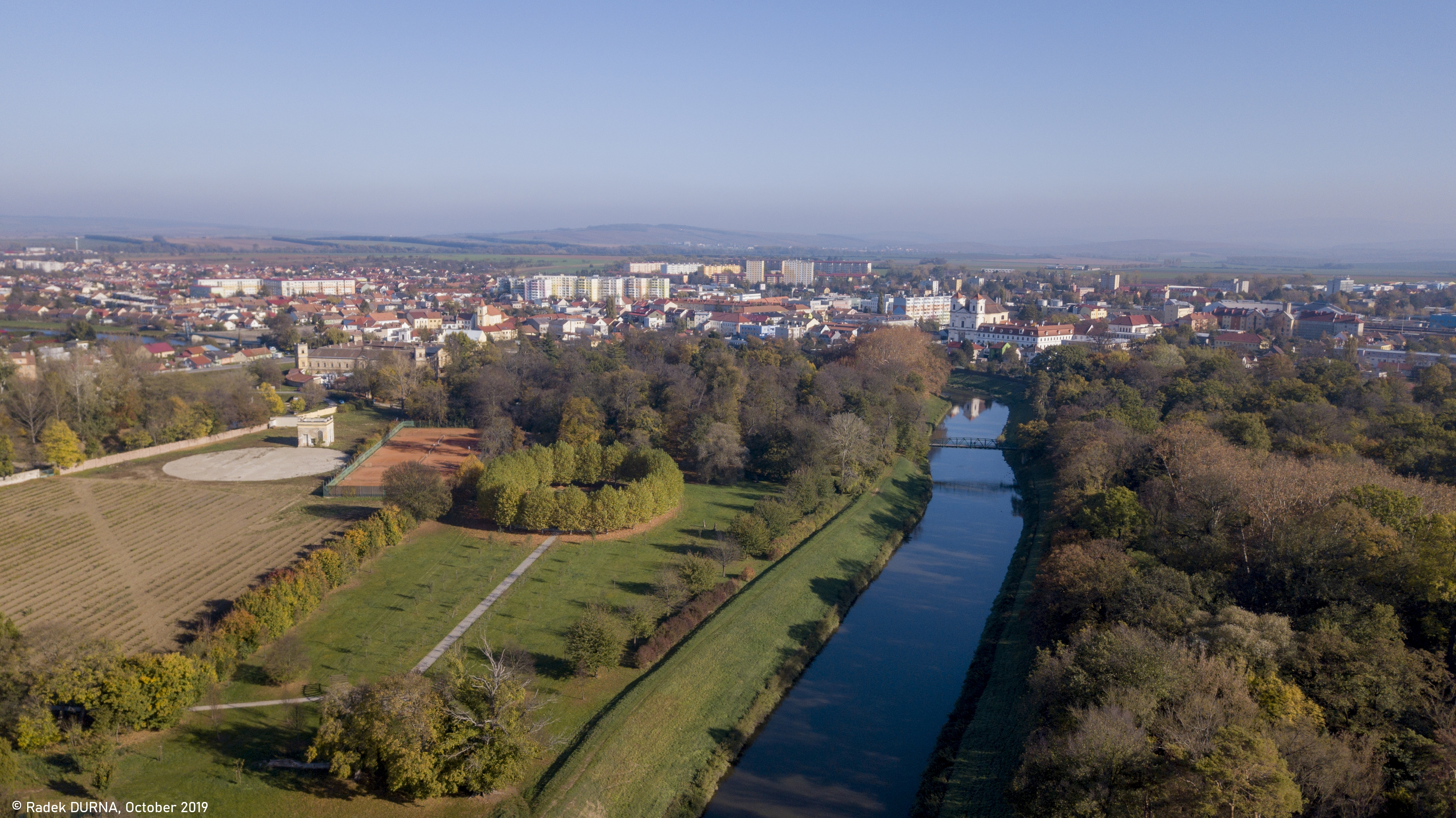
Blick auf Veselí nad Moravou vom Baťa-Kanal

## Geographie
Veselí nad Moravou befindet sich am linken Ufer der March im Südmährischen Becken. Westlich der Stadt führt eine Wehranlage zum Baťa-Kanal.
Nachbarorte sind Milokošť und Uherský Ostroh im Norden, Ostrožská Lhota im Nordosten, Blatnice pod Svatým Antonínkem im Osten, Louka, Lipov und Tasov im Südosten, Kozojídky und Žeraviny im Süden, Zarazice und Vnorovy im Südwesten, Bzenec im Westen sowie Moravský Písek im Nordwesten.

## Geschichte
Die Ansiedlung entstand links der March am Freien Königlichen Steig. Auf einer Flussinsel befand sich eine Wasserfeste, die die Überfahrt nach Písek schütze. Wahrscheinlich entstand diese Festung im 11. Jahrhundert als eine ungarische Grenzfeste am damaligen Grenzfluss March. Die erste schriftliche Erwähnung von Wessele als Besitz des Sudomír von Břeclav erfolgte 1261 in einer Urkunde Ottokar II. Přemysl. 1315 eroberte Johann von Luxemburg die Festung aus den Händen von Matthäus Csák von Trenčín. Nachfolgend wurden die Wartenberger Besitzer von Veselí, in der zweiten Hälfte des 14. Jahrhunderts erwarb Peter von Sternberg die Herrschaft. Es wird angenommen, dass er auf der Insel gegenüber der Burg die Stadt Veselí anlegen ließ. Seit 1396 lässt sich die Bezeichnung als civitas nachweisen. Nördlich der Stadt Veselí lag die ältere Vorstadt Veselí, die nicht Teil der Stadt war. 1403 erhielt Markwart von Sternberg die Herrschaft. Aleš von Sternberg überließ Kaiser Sigismund, der 1422 zweimal vor seinen Feldzügen gegen die Hussitenlager in Ostroh und auf der Insel bei Nedakonice auf der Burg Wessely zu Gast war, 1423 die Herrschaft.

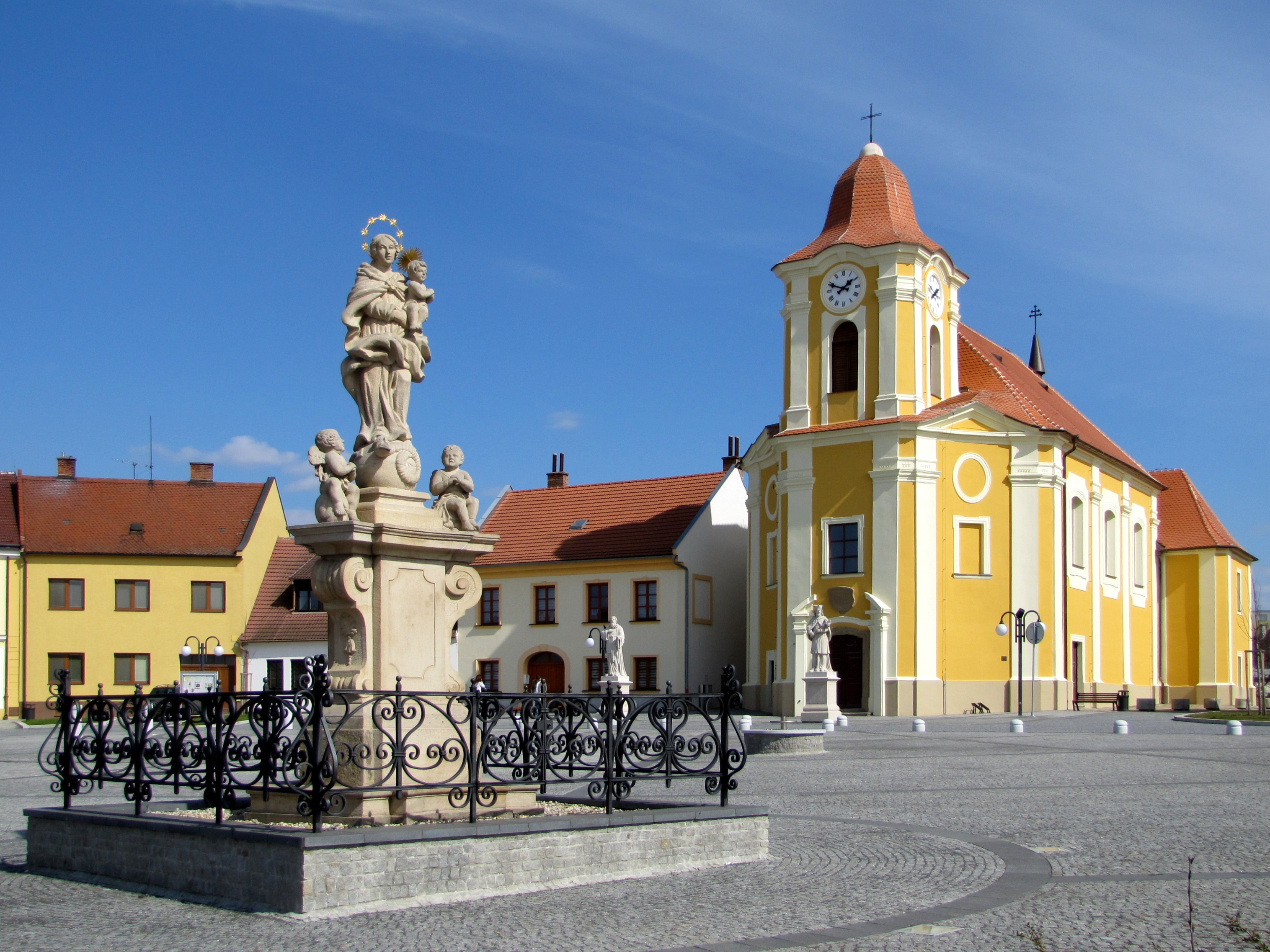
Barocke Bartholomäuskirche in Veselí nad Moravou

In der ersten Hälfte des 16. Jahrhunderts erwarb Hynek Bilík von Kornice die Herrschaft. Er ließ zwischen 1530 und 1562 die Burg zu einem Renaissanceschloss umgestalten. Die seit dem 14. Jahrhundert bestehende Fischteichwirtschaft erlangte während seiner Herrschaft ihre Blütezeit. In der Stadt ließen sich Böhmische Brüder nieder. Nachfolgende Besitzer wurden die Vojsko von Bogdunčovice. Der Besitz von Karl und Friedrich Vojsko wurden nach der Schlacht am Weißen Berg wegen ihrer Beteiligung am Ständeaufstand konfisziert. 1624 kam es zum Streitigkeiten zwischen Tomáš Bosnyák von Magyarbél und Mikuláš Pázmán von Panas und Rottal, die beide Besitzansprüche geltend machten. Im Jahre 1707 kaufte Maximilian Želecký von Počenice die Herrschaft Wessely. Er ließ das Servitenkloster und die Kirche zum hl. Schutzengel errichten. Nach dessen Tode fiel das Erbe an Maximilians Bruder Johann Felix Želecký, der 1731 verstarb. Neuer Besitzer von Wessely wurde Franz Karl Graf Chorinský von Ledska. Er ließ die neue Pfarrkirche St. Bartholomäus errichten. Dessen Sohn Franz Johann Chorinský, der jüngere Bruder des Bischofs Matthias Franz Chorinský von Ledska, veranlasste den Umbau des Schlosses.

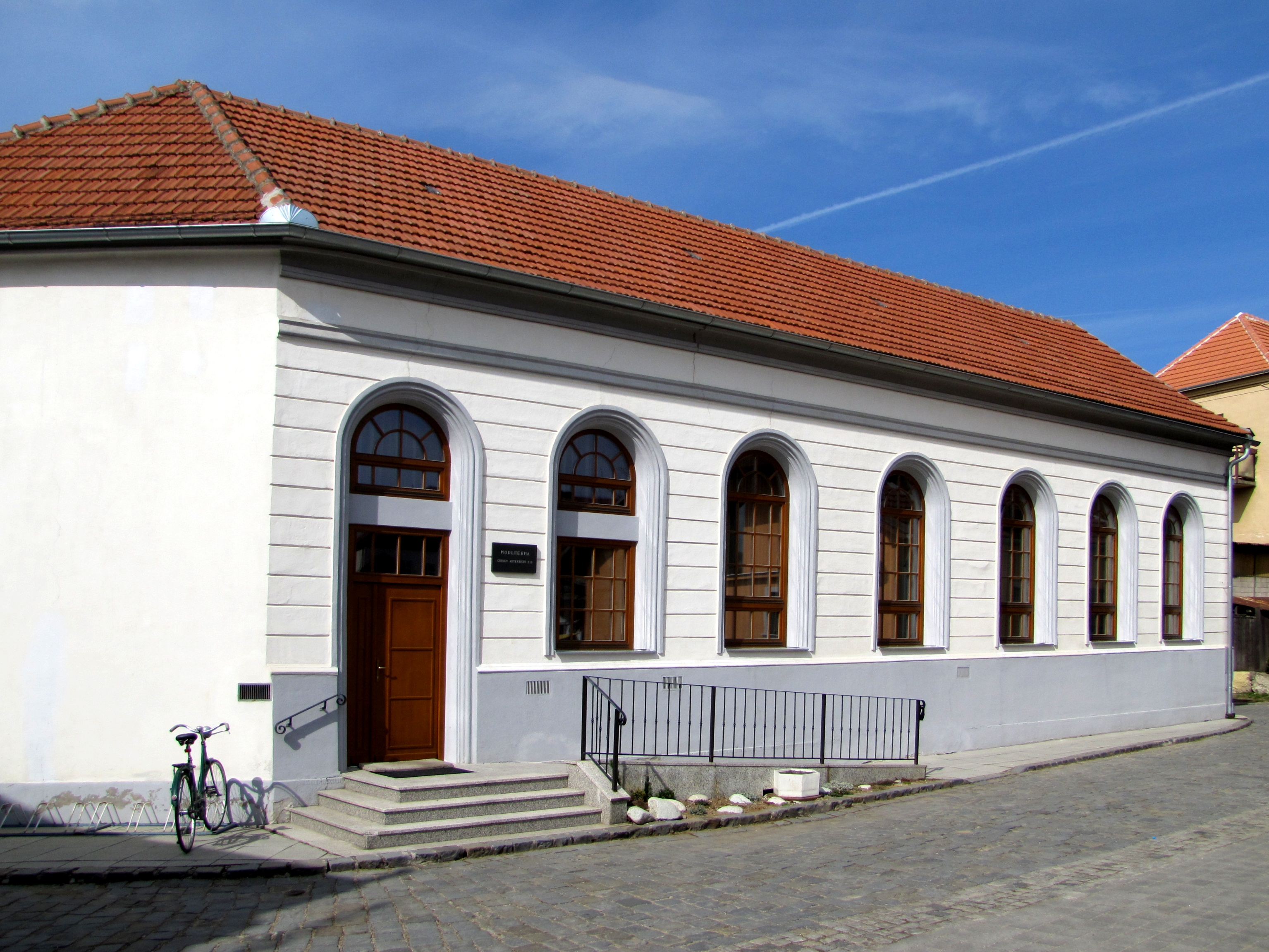
Synagoge

Nach der Aufhebung der Patrimonialherrschaften bildete Veselí/Wessely ab 1850 eine Stadtgemeinde im Bezirk Ungarisch Hradisch. zu dieser Zeit lebten in Wessely 3629 Menschen. Daneben bestanden noch die Vorstadt Wessely und Judengemeinde, die bis zum 27. Juni 1919 eigene politische Gemeinden bildeten und danach Teil der Stadt Wessely wurden.
1879 erhielt die Stadt mit der 790-mm-Schmalspurbahn des Grafen Chorinský einen Anschluss zur Hauptbahn von Wien nach Krakau. An der Eisenbahn Brno-Trenčanská Teplá entstand 1883 eine Bahnstation mit dem Namen Veselí nad Moravou. 1887 erhielt die Stadt eine Bahnstation an der Eisenbahn über den Wlarapass. 1891 wurde die Strecke von Veselí nach Kúty aufgenommen. In Vorstadt Wessely wurde 1911 eine Landesregulierungs-Administration zur Flussregulierung der March eingerichtet. 1913 ließ Friedrich Chorinský die Wassermühle zum Elektrizitätswerk umbauen. Vorstadt Wessely wurde 1913 zur Minderstadt erhoben.
Der Zusatz nad Moravou/an der March fand allgemeine Verbreitung und ab 1919 wurde er bei der Vereinigung aller drei Teile zur Unterscheidung von gleichnamigen Orten auch als Name der Stadt übernommen. 1919 entstand die Holzwarenfabrik Beer & Žádník, die 1925 die Produktion auf Möbel umstellte. 1926 gründeten die Gebrüder Reichsfeld eine Schuhfabrik.
1927 nahm die Eisenbahn Veselí nad Moravou-Myjava den Betrieb auf, zwei Jahre später wurde sie bis Nové Mesto nad Váhom verlängert. Zwischen 1926 und 1936 erfolgte die Flussregulierung der March und die Anlegung des Schifffahrtskanals „Baťův kanál“.
Im April 1945 floh die Familie Chorinský vor der herannahenden Front aus dem Schloss und siedelte sich später in Wien an. Nach dem Zweiten Weltkrieg wurde Veselí nad Moravou zur Bezirksstadt erhoben. 1950 erfolgte die Eingemeindung von Milokošť und 1954 wurde auch Zarazice zum Ortsteil. Im Zuge der Gebietsreform von 1960 erfolgte die Auflösung des Okres Veselí nad Moravou und die Stadt wurde dem Okres Hodonín zugeordnet. Im Jahre 1961 wurde in der Stadt ein Röhrenwerk errichtet, das der größte Arbeitgeber der Umgebung wurde und heute als Železárny Veselí a.s. firmiert.

## Stadtgliederung
Die Stadt Veselí nad Moravou besteht aus den Ortsteilen Milokošť (Milokoscht), Veselí nad Moravou (Wessely an der March) und Zarazice (Zarasitz).

## Städtepartnerschaften
- Crespellano, Italien
- Malacky, Slowakei
- Żnin, Polen

## Sehenswürdigkeiten

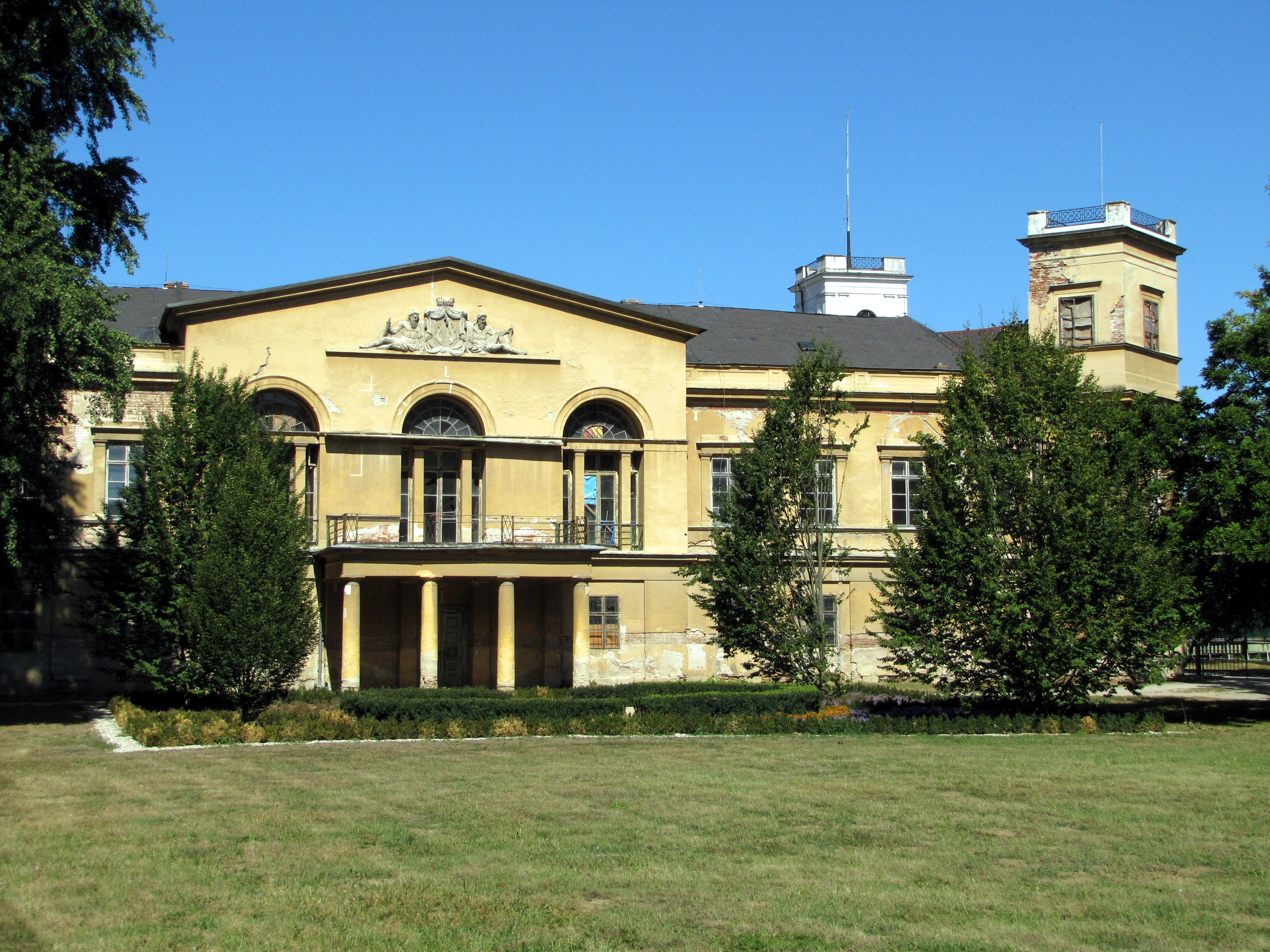
Schloss Veselí

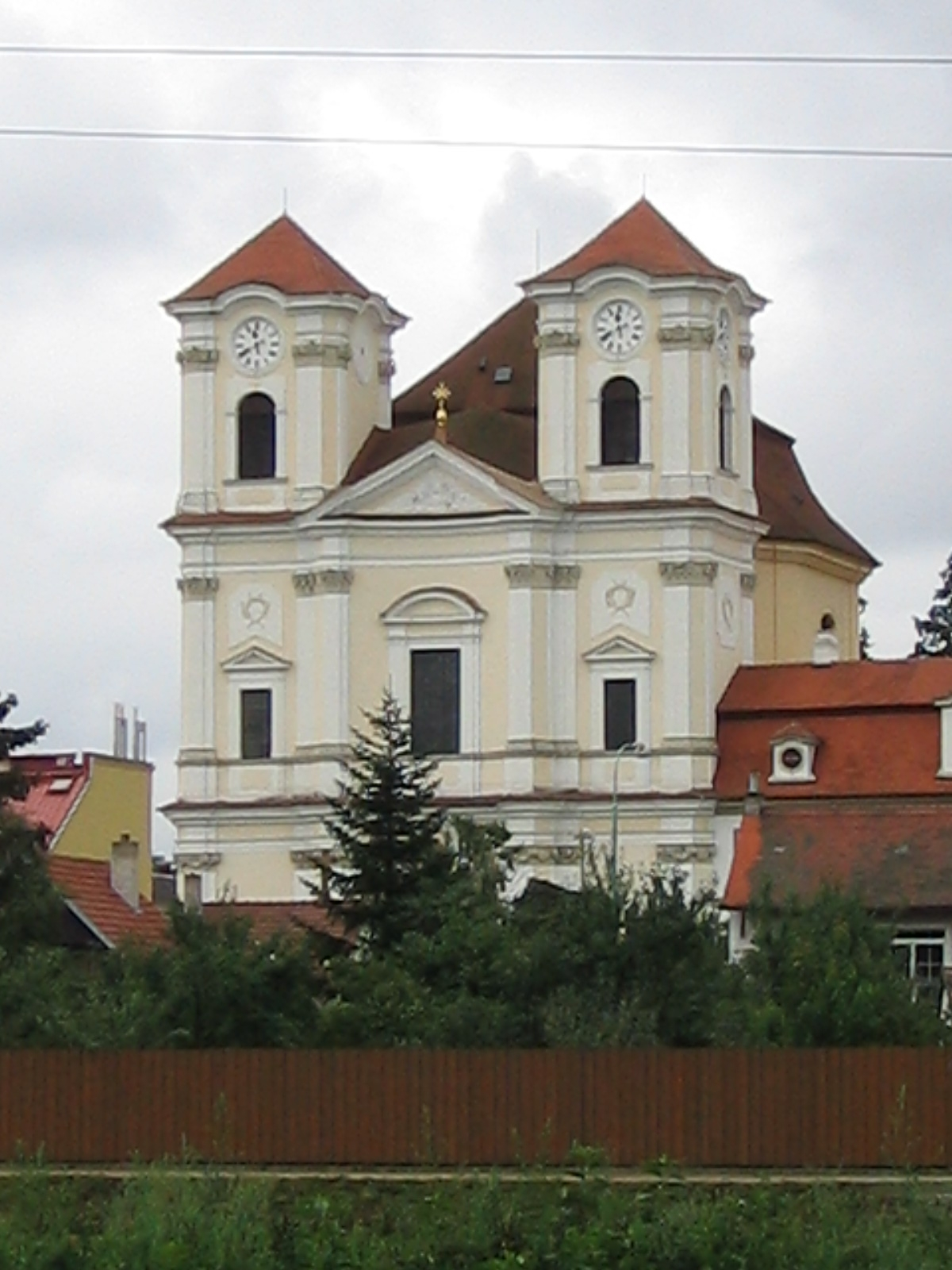
Schutzengelkirche

- Schloss Veselí, die ursprüngliche auf einer Insel in der March gelegene mittelalterliche Wasserburg aus dem 11. Jahrhundert wurde im 18. Jahrhundert zu einem Barockschloss umgestaltet. Seine heutige Gestalt erhielt es in der Mitte des 19. Jahrhunderts nach Plänen des Wiener Architekten Karl Schleps. Umgeben ist es von einem Schlosspark im französischen und englischen Stil. Im April 1945 lag das Schloss an der Frontlinie und wurde stark beschädigt. Nach Kriegsende wurde es wiederhergestellt.
- Denkmal für Gideon Ernst von Laudon, das 1789 im Schlosspark aufgestellte Denkmal ist ein Werk von Andreas Schweigel
- Kirche des hl. Schutzengels, das 1739 geweihte und 1764 vollendete Bauwerk war Klosterkirche des Servitenklosters Wessely. Nach dessen Säkularisation wurde die 1784 zur Hauptkirche der Stadt. Seit 1858 ist sie eine Pfarrkirche. In ihr befinden sich die Grablegen der Klostergründer sowie der Familie Chorinský.
- ehemaliges Servitenkloster, die Errichtung des Klosters begann 1717 durch die Familie Želecký. 1732 bezogen die ersten Mönche das Kloster, das 1784 im Zuge der Josephinischen Reformen aufgehoben wurde.
- Kirche der Jungfrau Maria, das seit 1373 schriftlich nachweisbare Gotteshaus entstand in der ersten Hälfte des 13. Jahrhunderts. 1740 wurde die Kirche instand gesetzt. Sie war bis zur Errichtung der Bartholomäuskirche die Pfarrkirche der Stadt. 1768 wurde sie durch einen Brand geschädigt und 1783 wiederaufgebaut. 1834 wurde der Friedhof an der Kirche aufgehoben.
- Kirche des hl. Bartholomäus, die zwischen 1733 und 1741 an Stelle von drei Bürgerhäusern errichtete Kirche wurde als neue Stadtpfarrkirche geweiht
- Glockenturm in Zarazice, errichtet zu Beginn des 19. Jahrhunderts
- Marienkapelle in Zarazice, errichtet in der 2. Hälfte des 19. Jahrhunderts
- Heiliggeistkapelle in Milokošť, errichtet zwischen 1998 und 2000
- Glockenturm in Milokošť
- Jüdischer Friedhof, angelegt 1784
- Synagoge
- Wasserkraftwerk, 1914 ließ Friedrich Graf Chorinský in der Mühle an der March ein Elektrizitätswerk mit einer 120 kW-Francis-Turbine der Fa. Voith errichten. 1927 entstand ein zweites Turbinenhaus, dessen Francis-Turbine mit einer Leistung von 160 kW durch die Českomoravská Kolben a.s. geliefert wurde.

## Söhne und Töchter der Stadt
- August von Ramberg (1866–1947), österreichischer Marine-, Stillleben- und Landschaftsmaler
- Ludvík Ehrenhaft (1872–1955), Maler
- Salomon Kohn (1873–1944), österreichischer Fotograf und Verleger
- Milan Puzrla (1946–2021), tschechoslowakischer Radrennfahrer